# بيتر وورز
بيتر وورز هو لاعب كرة قدم نمساوي في مركز الهجوم، ولد في 29 أغسطس 1967 في فيينا في النمسا. لعب مع إسبانيول ونادي فينر.